# Delo bylo v Penkove
Delo bylo v Penkove (russisk: Дело было в Пенькове, da.: Det skete i Penkove) er en sovjetisk spillefilm fra 1957 produceret af Gorkiij Film og instrueret af Stanislav Rostotskij.
Filmen er baseret på en roman af Sergej Antonov.

## Handling
Traktorføreren i landbrugskollektivet, Matvej Morozov, har som følge af sine indfald og påfund konstante konflikter med kollektivets formand, Ivan Savvitj. Matvej Morozov blive imidlertid gift med formandens datter, Larisa, meget mod formandens vilje. En ung husdyrspecialist, Tonja Gletjikova, ankommer til landbrugskollektivet fra Leningrad; hun har rødder i landsbyen, hvor hendes bedstefar bor, men hun har fået uddannelse og lægger vægt på sovjetstatens modernitet og principper. Tonja arbejder for fornyelse i kollektivets landsby, hvor hun nægter at gå med tørklæde og traditionel landlig klædedragt, men går i stedet i jakkesæt. 
Med Tonjas ankomst begynder livet i landsbyen at ændre sig og Matvej bliver tiltrukket af Tonja, der har svært ved at skjule sine gensidige følelser for Matvej. Tonja vil dog ikke ødelægge Matvejs ægteskab. Larisa er jaloux og en kvinde i kollektivet, Alevtina, overtale Larisa til at  forgifte Matvej med en kop te. Larisa fortryder dog i sidse øjeblik og slår tekoppen ud af Matvejs hænder. Larisa fortæller Matvejs om sammenhængen og Matvej straffer Alevtina ved at spærre hende inde i en kælder, men må gå i fængsel for det. 
Da Matvej kommer ud af fængslet genforenes ham med Larisa og parrets nyfødte søn.

## Medvirkende
- Maja Menglet som Tonja Gletjikova
- Svetlana Drusjinina som Larisa
- Vjatjeslav Tikhonov som Matvej Morozov
- Vladimir Ratomskij som Ivan Savitj
- Valentina Telegina som Alevtina
- Anatolij Kubatskij